# Вилье-ле-Дюк
Вилье́-ле-Дюк (фр. Villiers-le-Duc) — коммуна во Франции, находится в регионе Бургундия. Департамент коммуны — Кот-д’Ор. Входит в состав кантона Шатийон-сюр-Сен. Округ коммуны — Монбар.
Код INSEE коммуны — 21704.

## Население
Население коммуны на 2010 год составляло 103 человека.
| 1962 | 1968 | 1975 | 1982 | 1990 | 1999 | 2010 |
| ---- | ---- | ---- | ---- | ---- | ---- | ---- |
| 140  | 129  | 112  | 100  | 118  | 135  | 103  |

## Экономика
В 2010 году среди 77 человек трудоспособного возраста (15—64 лет) 53 были экономически активными, 24 — неактивными (показатель активности — 68,8 %, в 1999 году было 67,9 %). Из 53 активных жителей работали 49 человек (26 мужчин и 23 женщины), безработных было 4 (2 мужчин и 2 женщины). Среди 24 неактивных 13 человек были учениками или студентами, 8 — пенсионерами, 3 были неактивными по другим причинам.